# Munkfågel
Munkfågel (Micromonacha lanceolata) är en fågel i familjen trögfåglar inom ordningen jakamar- och trögfåglar.

## Utseende och läte
Munkfågeln är en liten trögfågel med typisk form: knubbig med stort och platt huvud och en tjock näbb med krokförsedd spets. Ovansidan är brun och undersidan vit med kraftiga svarta längsgående streck. Lätet består av stigande visslingar.

## Utbredning och systematik
Fågeln förekommer från östra Costa Rica till Ecuador, nordöstra Peru, västligaste Brasilien och norra Bolivia. Den placeras som enda art i släktet Micromonacha. 

## Levnadssätt
Munkfågeln förekommer sällsynt på medelhög höjd i skogar i låglänta områden och förberg. Den förbises lätt där den sitter tystlåtet i träden, ofta nära en glänta eller ett skogsbryn. Fågeln ses vanligen enstaka eller i par, ibland som en del av kringvandrande artblandade flockar.

## Status och hot
Arten har ett stort utbredningsområde, men tros minska i antal, dock inte tillräckligt kraftigt för att den ska betraktas som hotad. Internationella naturvårdsunionen IUCN listar arten som livskraftig (LC). Beståndet uppskattas till i storleksordningen 50 000 till en halv miljon vuxna individer.